# Play (album của Super Junior)
Play (viết cách điệu là PLAY) là album phòng thu tiếng Hàn thứ tám (tổng cộng thứ chín) của nhóm nhạc nam Hàn Quốc Super Junior, được phát hành vào ngày 6 tháng 11 năm 2017, bởi SM Entertainment. Album có bảy thành viên, đánh dấu sự trở lại của Shindong, Eunhyuk, Donghae sau khi họ thực hiện nghĩa vụ quân sự bắt buộc. Trước khi phát hành chính thức, SM Entertainment đã phát hành đĩa đơn "One More Chance" vào ngày 30 tháng 10 năm 2017. Album có giọng hát của bảy thành viên Super Junior. Chỉ có sáu thành viên quảng bá album chính thức: Leeteuk, Heechul, Yesung, Donghae, Shindong và Eunhyuk. Mặc dù vậy giọng hát của Siwon cũng có thể được nghe thấy trong album.
Theo nhà cung cấp dữ liệu âm nhạc Gaon, album đã bán được hơn 200.000 bản trong tuần phát hành đầu tiên, trở thành số lượng bán ra trong tuần đầu tiên cao nhất từ trước đến nay.
Album tái bản, Replay được phát hành vào ngày 12 tháng 4 năm 2018. Họ cũng sẽ thực hiện ca khúc chủ đề của nhóm là Lo Siento trên Mnet. Somin và Jiwoo cũng sẽ tham gia cùng cho một phiên bản khác của Lo Siento, khác với phiên bản gốc với Leslie Grace.

## Quảng bá

### Bối cảnh
Vào ngày 27 tháng 9, trang web của Super Junior bắt đầu đếm ngược đến ngày 6 tháng 11, ngày kỷ niệm 12 năm của họ, với dòng chữ "SJ Returns". và thông báo đó là ngày trở lại của họ cho album thứ 8 của họ.
Vào ngày 29 tháng 9, nhóm đã mở một kênh V Live  cho chương trình thực tế "SJ Returns - Câu chuyện trở lại thực sự của Super Junior". cùng với video giới thiệu đầu tiên của họ có Leeteuk, Heechul, Yesung, Shindong, Donghae, Eunhyuk và Siwon. Chương trình thu 120 ngày của Super Junior đến sự trở lại của họ, bao gồm cả những khoảnh khắc từ sự xuất ngũ của các thành viên, quá trình chuẩn bị album của các thành viên, v.v.
Vào ngày 15 tháng 10, Label SJ đã chia sẻ lịch trình thời gian cho sự trở lại của nhóm sắp tới là "Danh sách các bài hát comeback của album thứ 8 ", nhóm sẽ tiết lộ hình ảnh nhóm của họ vào ngày 17 tháng 10, và tiếp theo là hình ảnh cá nhân vào ngày 18 tháng 10 đến 20 tháng 10. Vào ngày 18 tháng 10, Label SJ đã công bố tiêu đề album của nhóm Play cùng với hình ảnh giới thiệu của Leeteuk & Siwon, là sự kết hợp của hai ý nghĩa như trong 'phát lại âm nhạc' và 'chơi một cách hào hứng'. Ngày hôm sau là những hình ảnh giới thiệu của Donghae, Shindong và Eunhyuk, Label SJ tuyên bố Play sẽ bao gồm tổng cộng 10 bài hát. Vào ngày 20 tháng 10, trong khi tiết lộ teaser hình ảnh cá nhân của Heechul và Yesung, Label SJ cũng đã thông báo rằng teaser hình ảnh bao gồm hai ý tưởng cho ca khúc chủ đề "Black Suit" và  bài hát được phát hành trước "One More Chance". "One More Chance" là một bài hát tự sáng tác của Donghae dành cho người hâm mộ.
Vào ngày 29 tháng 10, SM Town đã phát hành đoạn video giới thiệu cho "One More Chance" và sau vài giờ vào ngày hôm sau, ngày 30 tháng 10, video âm nhạc đã được phát hành. Vào ngày 1 tháng 11, SM Town đã phát hành đoạn video giới thiệu đầu tiên cho ca khúc chủ đề "Black Suit". Trong những ngày tiếp theo, ngày 2 tháng 11 và ngày 3 tháng 11, có thêm hai đoạn video giới thiệu được phát hành.
Nó cũng được tiết lộ Super Junior sẽ xuất hiện trong nhiều chương trình truyền hình như Knowing Bros, Weekly Idol, Running Man và SNL Korea để quảng bá album.

### Phát hành
Super Junior đã tổ chức một cuộc họp báo để công bố phát hành album tại Seoul vào ngày 6 tháng 11 năm 2017. Trong cùng ngày, họ đã tổ chức phát trực tiếp qua kênh V trực tiếp để nói về album mới của họ.
Video âm nhạc cho "Black Suit" cũng được phát hành, kiếm được 3 triệu lượt xem sau 24 giờ.
Play xếp thứ 1 trên bảng xếp hạng iTunes Album và iTunes Pop Album ở 23 và 26 quốc gia tương ứng.
Nó đã được thông báo rằng cổ phiếu SM Entertainment đạt mức cao nhất trong năm nay (+ 7,48%) vào ngày trở lại của Super Junior và cũng là cao nhất trong số 3 trò giải trí lớn ở Hàn Quốc.
Theo nhà cung cấp dữ liệu âm nhạc Gaon, album đã bán được hơn 200.000 bản trong tuần phát hành đầu tiên, trở thành số lượng bán ra trong tuần đầu tiên cao nhất từ trước đến nay. Play đã ra mắt lần thứ 3 trên bảng xếp hạng Billboard World Album trong tuần vào ngày 25 tháng 11  và đạt được vị trí đứng đầu Bảng xếp hạng âm nhạc Hàn Quốc KKBOX với tất cả các bài hát được xếp hạng.
Vào ngày 28 tháng 11, nó đã được phát hành phiên bản 'Pause' của album bao gồm bài hát "Shadowless" của Super Junior K.R.Y 
Super Junior đã phát hành bài hát của họ, "Super Duper", ở SM Station vào ngày 23 tháng 3 năm 2018. Ngay sau đó, SM Entertainment đã thông báo về việc album tái bản sẽ phát hành vào ngày 12 tháng 4. Ca khúc chủ đề được xác nhận là "Lo Siento" và đánh dấu sự trở lại của Siwon. Ngay sau đó, Heechul tuyên bố anh sẽ không quảng bá album do chấn thương ở chân.
Vào ngày 4 tháng Tư, Super Junior tiết lộ sẽ hợp tác với Leslie Grace, đánh dấu sự hợp tác đầu tiên của nhóm với một nghệ sĩ nước ngoài.

### Biểu diễn trực tiếp
Nhóm đã có màn trình diễn trở lại trong chương trình âm nhạc Hàn Quốc M! Countdown với các bài hát "Black Suit" và "One More Chance" vào ngày 9 tháng 11 năm 2017 và tiếp tục quảng bá trên Music Bank, Music Core và Inkigayo.

### Super Show 7
Vào ngày 15, 16 và 17 tháng 12, nhóm đã tổ chức " Super Show 7 " tại Jamsil Gymnasium ở phía nam Seoul.

## Danh sách bài hát
| Phiên bản Black Suit và phiên bản One More Chance | Phiên bản Black Suit và phiên bản One More Chance | Phiên bản Black Suit và phiên bản One More Chance          | Phiên bản Black Suit và phiên bản One More Chance                                                           | Phiên bản Black Suit và phiên bản One More Chance |
| STT                                               | Nhan đề                                           | Phổ lời                                                    | Phổ nhạc | Thời lượng                                        |
| ------------------------------------------------- | ------------------------------------------------- | ---------------------------------------------------------- | --- | ------------------------------------------------- |
| 1.                                                | "Black Suit"                                      | Lee Seu-ran, Jo Yoon-kyung, Oh Min-joo, Im Jung-hyo, ESBEE | Martin Hoberg Hedegaard, Coach & Sendo                                                                      | 3:21                                              |
| 2.                                                | "Scene Stealer"                                   | Eunhyuk                                                    | Joe 'Joe Millionaire' Foster, Davey Nate, Prince Chapelle, Phillip Guillory, MZMC, Otha 'Vakseen' Davis III | 3:25                                              |
| 3.                                                | "One More Chance" (비처럼 가지 마요)              | Donghae, JDUB, Eunhyuk                                     | Donghae, JDUB                                                                                               | 4:15                                              |
| 4.                                                | "Good Day for a Good Day"                         | Jo Yoon-kyung, Park Sung-hee, Eunhyuk                      | Didrik Thott, Josef Melin, Chris Meyer                                                                      | 3:05                                              |
| 5.                                                | "Runaway"                                         | Shin Agnes (MonoTree)                                      | Onestar, Choo Dae-gwan (MonoTree), Jeok-jae                                                                 | 3:26                                              |
| 6.                                                | "The Lucky Ones"                                  | Seo Ji-eum, Jin-ri                                         | Lee Paul Williams, Jorgen Elofsson, Anton Martensson                                                        | 3:38                                              |
| 7.                                                | "Girlfriend" (예뻐 보여)                          | Lee Seu-ran, Eunhyuk                                       | DAVII | 3:23                                              |
| 8.                                                | "Spin Up!"                                        | Jo Yoon-kyung, Heechul, Eunhyuk                            | Mike Woods, Kevin White, Shin-hyuk, Cameron Edward Neilson, MZMC                                            | 3:09                                              |
| 9.                                                | "Too late" (시간 차)                              | Seo Ji-eum                                                 | Cesar Peralta, Christopher Golighty, Francia Lopez, Anthony Lee                                             | 3:30                                              |
| 10.                                               | "I Do" (두 번째 고백)                             | Yoda, Min Yeon-jae, 1wol 8il, Heechul                      | Shin-hyuk, Jeff Lewis, Bae Min-soo, Sun, Mrey                                                               | 3:31                                              |
| Tổng thời lượng:                                  | Tổng thời lượng:                                  | Tổng thời lượng:                                           | Tổng thời lượng:                                                                                            | 34:43                                             |

| Phiên bản Pause | Phiên bản Pause                                         | Phiên bản Pause | Phiên bản Pause            | Phiên bản Pause |
| STT             | Nhan đề                                                 | Phổ lời         | Phổ nhạc                   | Thời lượng      |
| --------------- | ------------------------------------------------------- | --------------- | -------------------------- | --------------- |
| 11.             | "愛,태우다 (Shadowless)" (CD Only; Super Junior-K.R.Y.) | Seo Ji-eum      | Hwang Chan-hee, PJT, S2REN | 3:51            |

| Replay – Bản tái phát hành | Replay – Bản tái phát hành                             | Replay – Bản tái phát hành                                            | Replay – Bản tái phát hành                                                                                  | Replay – Bản tái phát hành |
| STT                        | Nhan đề                                                | Phổ lời                                                               | Phổ nhạc | Thời lượng                 |
| -------------------------- | ------------------------------------------------------ | --------------------------------------------------------------------- | --- | -------------------------- |
| 1.                         | "Lo Siento" (featuring Leslie Grace and Play-N-Skillz) | Kenzie, Heechul, Eunhyuk, Mario Caceres, Yasmil Marrufo, Leslie Grace | Daniel "Obi" Klein, Charli Taft, Andreas Oberg, Juan "Play" Salinas, Oscar "Skillz" Salinas, Play N Skillz  | 3:46                       |
| 2.                         | "Black Suit"                                           | Lee Seu-ran, Jo Yoon-kyung, Oh Min-joo, Im Jung-hyo, ESBEE            | Martin Hoberg Hedegaard, Coach & Sendo                                                                      | 3:21                       |
| 3.                         | "Scene Stealer"                                        | Eunhyuk                                                               | Joe 'Joe Millionaire' Foster, Davey Nate, Prince Chapelle, Phillip Guillory, MZMC, Otha 'Vakseen' Davis III | 3:25                       |
| 4.                         | "Me & U"                                               | 이유진, 송민주 (Jam Factory), 조윤경, Eunhyuk                         | Jamil "Digi" Chammas, Justin Lucas, Michael (M.BRONX) SanFilippo, Anthony Pavel, MZMC                       | 3:21                       |
| 5.                         | "One More Chance" (비처럼 가지 마요)                   | Donghae, JDUB, Eunhyuk                                                | Donghae, JDUB                                                                                               | 4:15                       |
| 6.                         | "Good Day for a Good Day"                              | Jo Yoon-kyung, Park Sung-hee, Eunhyuk                                 | Didrik Thott, Josef Melin, Chris Meyer                                                                      | 3:05                       |
| 7.                         | "Runaway"                                              | Shin Agnes (MonoTree)                                                 | Onestar, Choo Dae-gwan (MonoTree), Jeok-jae                                                                 | 3:26                       |
| 8.                         | "Super Duper" (슈퍼주니어)                             | Team One Sound, Leeteuk                                               | Team One Sound, Leeteuk                                                                                     | 3:14                       |
| 9.                         | "The Lucky Ones"                                       | Seo Ji-eum, Jin-ri                                                    | Lee Paul Williams, Jorgen Elofsson, Anton Martensson                                                        | 3:38                       |
| 10.                        | "Girlfriend" (예뻐 보여)                               | Lee Seu-ran, Eunhyuk                                                  | DAVII | 3:23                       |
| 11.                        | "Hug" (안아줄게)                                       | Yesung, Min Yeon-jae                                                  | Yesung, Phenomenote, Kwon Doctor                                                                            | 3:46                       |
| 12.                        | "Spin Up!"                                             | Jo Yoon-kyung, Heechul, Eunhyuk                                       | Mike Woods, Kevin White, Shin-hyuk, Cameron Edward Neilson, MZMC                                            | 3:09                       |
| 13.                        | "Too late" (시간 차)                                   | Seo Ji-eum                                                            | Cesar Peralta, Christopher Golighty, Francia Lopez, Anthony Lee                                             | 3:30                       |
| 14.                        | "I Do" (두 번째 고백)                                  | Yoda, Min Yeon-jae, 1wol 8il, Heechul                                 | Shin-hyuk, Jeff Lewis, Bae Min-soo, Sun, Mrey                                                               | 3:31                       |
| Tổng thời lượng:           | Tổng thời lượng:                                       | Tổng thời lượng:                                                      | Tổng thời lượng:                                                                                            | 48:50                      |

| Replay – Phiên bản kĩ thuật số | Replay – Phiên bản kĩ thuật số                        | Replay – Phiên bản kĩ thuật số                                        | Replay – Phiên bản kĩ thuật số                                                                             | Replay – Phiên bản kĩ thuật số |
| STT                            | Nhan đề                                               | Phổ lời                                                               | Phổ nhạc                                                                                                   | Thời lượng                     |
| ------------------------------ | ----------------------------------------------------- | --------------------------------------------------------------------- | --- | ------------------------------ |
| 15.                            | "Lo Siento" (kết hợp với K.A.R.D (Somin, Jeon Jiwoo)) | Kenzie, Heechul, Eunhyuk, Mario Caceres, Yasmil Marrufo, Leslie Grace | Daniel "Obi" Klein, Charli Taft, Andreas Oberg, Juan "Play" Salinas, Oscar "Skillz" Salinas, Play N Skillz | 3:46                           |

## Thành phần tham gia tạo nên album
| - SUPER JUNIOR – Producer - Nam Soo-young – Director of Management - Jung Chang-hwan – Director of Media Planning - Lee Song-soo, Kwon Yoon-jung, Yoon Ji-hae, I Ga-won – A&R Direction and Coordinator - Cho Min-kyung, Lee Seo-kyung – International Repertoire - Jung Hyo-won, Kim Min-kyung, Oh Jung-eun, Park Mi-ji – Publishing and Copyright clearance - Yoo Young-jin – Vocal director, background vocals - Super Junior: Leeteuk, Heechul, Yesung, Shindong, Eunhyuk, Donghae, Siwon – Vocals, background vocals - Goo Joung-pil (BEAT BURGER) – Recording, Mixing (SM Yellow Tall Studio) - Kim Chol-Sun – Recording, Mixing (SM Blue Ocean Studio) - Jang Eui-seok – Recording, Mixing (SM Blue Cup Studio) - Kim Hyun-goon, Lee Ji-Hyoong, Kim Kyu-yeoung – Recording (doobdoob Studio) - Jang EunGyung – Recording (Grid Studio) - Jag Ki-hoong – Recording (Seoul Studio) - Kim Han-goo – Mixing (Sound Pool Studio) - Tom Coyne – Audio mastering (mastering done at Sonic Korea) | - Tak Yeong-jun, Kang Byeong-jun, Wan Young-sun, Kim Min-gun, Kim Si-young, Song In-ho, Park Yeong-suk – Artist management and Promotion - Lee Seong-Soo, Yoon Hee-jun, Cho Yoo Eun – Artist planning and Development - Kim Eun-ah, Jung Sang-hee, Lee Ji-sun, Kwon Jung-ha, Lee Ji-hun – Public relations and Publicity - Kim Min Suk, Park Min-Kwon, Jung Kyung-sik – Media planning - Tak Young-jun, Hwang Sung-young, Beat Burger (Joe Sim, Greg Hwang) – Choreography direction - Toni Testa, Beat Burger (Greg Hwang), Mihawk Back, Hyuno Jin (Look) – Choreographer - Choi Jung-min – International marketing - Steven Myungkyung Lee – English lyrics supervisor - Lee Jung-ah – Customer relationship management - Park Jun-young, Sun Young, Jun Sung-jin – Music video direction - Hoong Won-ki – Music video director - Min Hee-jin – Visual and Art director - JAworkshop – Design - Kwon The-mi – Stylist - Kim Jung-eun, Kim Hye-yun – Hair stylist - Choi Hye-rin, Han Hyoo-eun – Make-up artist - Lee Young-hak – Photographer - Young-min Kim – Executive supervisor |

## Các bảng xếp hạng

### Album
| Xếp hạng (2017)                   | Vị trí |
| --------------------------------- | ------ |
| Album Hàn Quốc (Gaon)             | 1      |
| Album Thế giới Hoa Kỳ (Billboard) | 3      |

### Đĩa đơn
| Quốc gia  | Xếp hạng                             | Vị trí | Tham khảo |
| --------- | ------------------------------------ | ------ | --------- |
| Hàn Quốc  | Gaon Digital Chart                   | 23     | [ 32 ]    |
| Hàn Quốc  | Gaon Online Downloads                | 10     | [ 33 ]    |
| Hàn Quốc  | Gaon Social Chart                    | 3      | [ 34 ]    |
| Đài Loan  | Bảng xếp hạng âm nhạc Hàn Quốc KKBOX | 1      | [ 24 ]    |
| Hồng Kông | Bảng xếp hạng âm nhạc Hàn Quốc KKBOX | 1      |           |
| Singapore | Bảng xếp hạng âm nhạc Hàn Quốc KKBOX | 1      |           |

## Lịch sử phát hành
| Khu vực       | Ngày | Định dạng                 | Nhãn                           |
| ------------- | --- | ------------------------- | ------------------------------ |
| Hàn Quốc      | Ngày 6 tháng 11 năm 2017 Ngày 29 tháng 11 năm 2017 (Phiên bản Pause) Ngày 12 tháng 4 năm 2018 (Phiên bản tái phát hành) Ngày 24 tháng 4 năm 2018 (Phiên bản Kino) | CD, tải xuống kỹ thuật số | SM Enttertainment, Genie Music |
| Toàn thế giới | Ngày 6 tháng 11 năm 2017 Ngày 29 tháng 11 năm 2017 (Phiên bản Pause) Ngày 12 tháng 4 năm 2018 (Phiên bản tái phát hành) Ngày 24 tháng 4 năm 2018 (Phiên bản Kino) | Tải xuống kỹ thuật số     | SM Entertainment               |